# Francisco Javier de Mariátegui

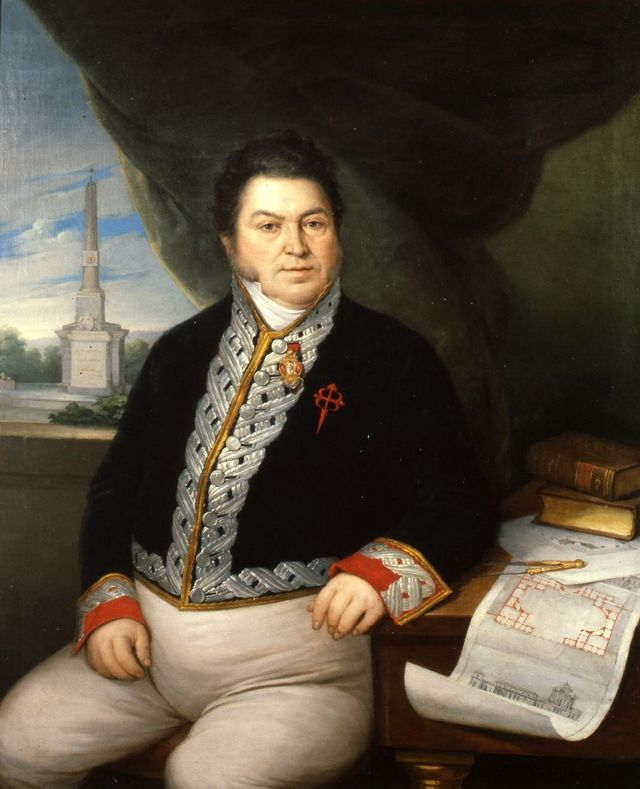
Retrato de Francisco Javier de Mariátegui

Francisco Javier de Marietegui y de Sol (Sangüesa, Navarra, 1775 — Madrid, 4 de marzo de 1843) fue un arquitecto español, intendente honorario de la Provincia de Madrid.

## Biografía
Capitán ingeniero y caballero de la Orden de Santiago y en 1814 fue nombrado arquitecto mayor de Madrid. Responsable del diseño de los dos obeliscos gemelos de la Glorieta de Pirámides a finales del reinado de Fernando VII y posteriormente arquitecto famoso durante el reinado de la regente María Cristina. En la actualidad se conocen pocas obras de él. Se menciona la construcción de casas en la calle de Atocha. Se encarga de las reparaciones del Palacio Real de Madrid. La adaptación de los Noviciados Universidad Central. El proyecto fue continuado posteriormente por Narciso Pascual y Colomer. Se sabe de otros trabajos por publicaciones diversas.